# 马赛奥林匹克
马赛奥林匹克（法語：Olympique de Marseille，法語發音：[ɔlɛ̃pik də maʁsɛj]，法語發音：[ɔlɛ̃ˈpikə də mɑχˈsɛjə]）位於法國東南部普羅旺斯首府、地中海最大的港口及法國第二大城市的马赛的足球會，成立於1899年，現時在法国足球甲级联赛比賽。

## 球會歷史
馬賽曾奪得9屆法國甲級聯賽冠軍及10次法國杯，於1993年歐聯決賽1–0擊敗AC米蘭，成為首支奪得歐洲冠軍的法國球隊。但因在歐聯決賽前夕賄賂瓦朗西安隊的主力球員，以確保派出次選球員應戰仍能獲勝，而主力球員可休息以應付歐聯決賽，結果1–0輕鬆取勝，但東窗事發，馬賽被判罸剝奪1992–93球季聯賽冠軍的資格，降級乙組及禁止參加歐洲比賽，而主席贝奈德·塔皮（Bernard Tapie）因主謀罪成而被判处监禁一年。
1994–95賽季，法乙雖然奪冠，但因為財政問題仍然留在乙級。
1996年，獲得愛迪達老闆罗伯·路易-德莱福斯（Robert Louis-Dreyfus）支持，馬賽重回頂級聯賽行列。1999年，馬賽晉身決賽，以0-3負於。2004年，馬賽再次晉身足協盃決賽，途中分別將利物浦、國際米蘭及淘汰出局，主將迪迪埃·德罗巴表現出色，但決賽仍以0–2負給出爐西甲冠軍，再次與錦標擦身而過。而杜奧巴更以2450萬英鎊轉投。 
在2005年夏天，馬賽勝出，決賽兩回合累計5–3擊敗西班牙球會拉科魯尼亞，再獲足協盃的參賽權。然而，這卻影響了馬賽在法甲的表現，實力與成績落後於里昂、摩納哥及等球隊，奪冠的機會越來越渺茫。直至之後的一個球季，馬賽在季初的表現突出，在積分榜上更直迫里昂，最終取得聯賽亞軍，成功於 2007–08 球季重返歐聯賽場。
2006年1月20日，馬賽前隊員埃德列（Jean-Jacques Eydelie）透露在慕尼黑歐聯決賽前，馬賽球員曾集體注射不明的藥物，只有德國前鋒拒絕注射。
馬賽在2009–10球季奪取法國聯賽杯冠軍，成為球會十七年來首個重要賽事的錦標。同一個球季，馬賽在第36周的賽事中以3–1擊敗雷恩，而於聯賽中排名第二的歐塞爾不敵里昂，在餘下一場的聯賽中拋離歐塞爾5分，事隔18年後再度奪得法甲聯賽冠軍。
2020年12月至2021年1月30日，馬賽各项赛事9场比赛只赢1场，馬賽战绩引發球迷不滿。2021年1月30日，数百名马赛队球迷袭击球队训练基地。球队后卫阿尔瓦罗·冈萨雷斯·索韦龙被球迷投掷的杂物击中。原定于当天举行的马赛队与雷恩队的法甲比賽也被迫推迟。

## 主場球場

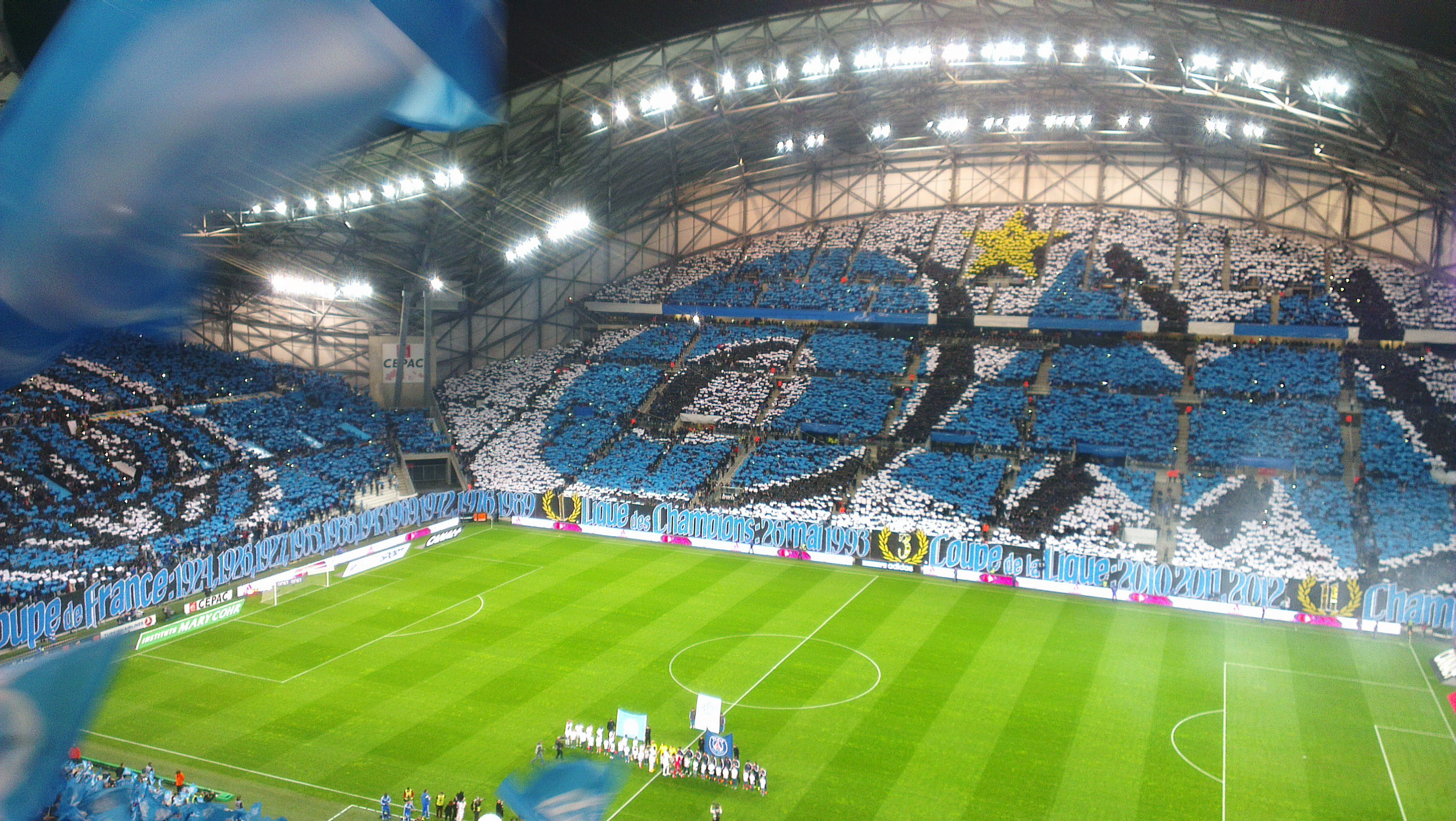
维洛德隆球场

维洛德隆球场（Stade Vélodrome）是位於法國馬賽可容67,394名觀眾的運動場，维洛德隆是法國最大由球會擁有的球場。自1937年已為法國足球勁旅馬賽足球會的主場球場，首場比賽為馬賽對義大利的友誼賽。
1938年，第三屆世界盃決賽周由法國主辦，维洛德隆舉行了一場初賽（義大利對挪威）及一場準決賽（義大利對巴西）。1998年，法國再次主辦世界盃決賽周，维洛德隆進行重大擴建，將原本容量42,000人提升到60,000人，共有四場第一輪分組賽、一場第二輪淘汰賽（又是義大利對挪威）、一場半準決賽（荷蘭對阿根廷）及一場準決賽（荷蘭對巴西）在這裡舉行。有計劃將容量再擴大到80,000人以迎接2007年的世界盃欖球賽。2016年法国欧洲杯球场再次翻新，容量增加到67394人，加盖了球场顶棚。

## 球會榮譽
| 榮譽                   | 次數        | 年度                                                                           |
| 國 內 聯 賽            | 國 內 聯 賽 | 國 內 聯 賽                                                                    |
| ---------------------- | ----------- | ------------------------------------------------------------------------------ |
| 法國甲組足球聯賽 冠軍* | 9           | 1937年，1948年，1971年，1972年，1989年，1990年，1991年，1992年，2010年         |
| 法國乙組足球聯賽 冠軍  | 1           | 1995年                                                                         |
| 法國丙組足球聯賽 冠軍  | 1           | 1929年                                                                         |
| 國 內 盃 賽            |             |                                                                                |
| 法國盃 冠軍            | 10          | 1924年，1926年，1927年，1935年，1938年，1943年，1969年，1972年，1976年，1989年 |
| 法國聯賽盃 冠軍        | 3           | 2010年，2011年，2012年                                                         |
| 法國超級盃 冠軍        | 3           | 1971年，2010年，2011年                                                         |
| 歐 洲 賽 事            |             |                                                                                |
| 冠軍                   | 1           | 1993年                                                                         |
| 冠軍                   | 1           | 2005年                                                                         |

*1992-93因預定賽果贿赂醜聞而遭取消冠軍資格

## 球員名單（2025-2026球季）
1. 粗體字為新加盟球員（青年隊提升不計）。
2. 者為傷患球員。
3. 2025年夏季轉會窗（英语：List of French football transfers summer 2025）：6月1日至10日，6月16日至9月1日。

### 目前效力
| 編號  | 國籍           | 球員名字                             | 位置     | 出生日期 | 加盟年份 | 前屬球會     | 转会费            |
| 門 將 | 門 將          | 門 將                                | 門 將    | 門 將    | 門 將    | 門 將        | 門 將             |
| ----- | -------------- | ------------------------------------ | -------- | -------- | -------- | ------------ | ----------------- |
| 1     | 阿根廷         | （Gerónimo Rulli）                   | 門將     | 33       | 2024     | 阿贾克斯     | 300萬歐元         |
| 12    | 荷兰           | 傑弗里·德·朗伊（Jeffrey de Lange）   | 門將     | 27       | 2024     | 伊高斯       | 200萬欧元         |
| 36    | 西班牙         | （Rubén Blanco）                     | 門將     | 30       | 2022     | 塞爾塔       | 150萬欧元         |
| 後 衛 |                |                                      |          |          |          |              |                   |
| 3     | 法國           | 昆廷·梅兰（Quentin Merlin）          | 左後衛   | 23       | 2024     | 南特         | 1,000萬歐元       |
| 4     | 英格兰         | （CJ Egan-Riley）                    | 中堅     | 22       | 2025     | 般尼         | 自由轉會          |
| 5     | 阿根廷         | （Leonardo Balerdi）                 | 中後衛   | 26       | 2021     | 多特蒙德     | 1,100万欧元       |
| 6     | 瑞士           | 烏利塞斯·加西亞（Ulisses Garcia）    | 左後衛   | 29       | 2024     | 青年人       | 400万欧元         |
| 13    | 加拿大         | （Derek Cornelius）                  | 中後衛   | 27       | 2024     | 馬模         | 400萬歐元         |
| 18    | 科特迪瓦       | （Bamo Meïté）                       | 后卫     | 23       | 2023     | 洛里昂       | 1,050万欧元       |
| 29    | 西班牙         | 波尔·利罗拉（Pol Lirola）            | 右後衛   | 28       | 2021     | 佛罗伦萨     | 1,300萬欧元       |
| 32    | 阿根廷         | （Facundo Medina）                   | 中后卫   | 26       | 2025     | 朗斯         | 200萬歐元(租借費) |
| 62    | 巴拿马         | （Michael Murillo）                  | 右後衛   | 29       | 2023     | 安德列治     | 250萬欧元         |
| 99    | 刚果民主共和国 | （Chancel Mbemba）                   | 中後衛   | 31       | 2022     | 波尔图       | 自由转会          |
| 中 場 |                |                                      |          |          |          |              |                   |
| 8     | 英格兰         | （Angel Gomes）                      | 進攻中場 | 24       | 2025     | 里爾         | 自由轉會          |
| 11    | 摩洛哥         | （Amine Harit）                      | 進攻中場 | 30       | 2022     | 沙尔克04     | 500萬歐元         |
| 19    | 中非共和國     | （Geoffrey Kondogbia）               | 防守中場 | 32       | 2023     | 马德里竞技   | 800萬歐元         |
| 21    | 法國           | （Valentin Rongier）                 | 正中場   | 30       | 2019     | 南特         | 1,300万欧元       |
| 23    | 丹麦           | （Pierre-Emile Højbjerg）            | 防守中場 | 30       | 2024     | 托特纳姆热刺 | 1,350萬歐元       |
| 25    | 法國           | （Adrien Rabiot）                    | 正中場   | 30       | 2024     | 尤文图斯     | 自由轉會          |
| 26    | 摩洛哥         | 比拉勒·纳迪尔（Bilal Nadir）         | 正中場   | 21       | 2023     | 青年隊       | --                |
| -     | 摩洛哥         | （Azzedine Ounahi）                  | 中场     | 25       | 2023     | 昂熱         | 800万欧元         |
| 前 锋 |                |                                      |          |          |          |              |                   |
| 8     | 法國           | （Neal Maupay）                      | 中鋒     | 28       | 2024     | 愛華頓       | 400萬歐元         |
| 9     | 阿尔及利亚     | （Amine Gouiri）                     | 中鋒     | 25       | 2025     | 雷恩         | 1,900萬歐元       |
| 10    | 英格兰         | （Mason Greenwood）                  | 右翼     | 23       | 2024     | 曼聯         | 2,600萬歐元       |
| 14    | 喀麦隆         | 法里斯·穆姆巴涅（Faris Moumbagna）   | 中鋒     | 25       | 2024     | 博德閃耀     | 800萬歐元         |
| 17    | 英格兰         | 莊拿芬·路維（Jonathan Rowe）         | 左翼     | 22       | 2024     | 诺维奇城     | 1,450萬歐元       |
| 22    | 美国           | （Timothy Weah）                     | 右翼     | 25       | 2025     | 尤文图斯     | 100萬歐元(租借費) |
| 48    | 法國           | 基利安·阿卜杜拉（Keyliane Abdallah） | 右翼     | 19       | 2024     | 青年隊       | --                |
| -     | 喀麦隆         | （François-Régis Mughe）             | 翼鋒     | 21       | 2023     | 青年队       | --                |

1. ↑  租借一季(22/23)，後買斷
2. ↑  租借一季(23/24)後買斷
3. ↑  租借半季(20/21)後買斷，租借費49萬歐元
4. ↑  租借兩季(21/22，22/23)，後買斷
5. ↑  租借一季(24/25)，後買斷
6. ↑  租借一季(24/25)，後買斷
7. ↑  另浮動條款500萬歐元
8. ↑  租借一季(24/25)後買斷，租借費200萬歐元

### 外借球員
| 編號             | 國籍             | 球員名字         | 位置             | 出生日期         | 加盟年份         | 外借球會         | 外借球季         |
| 2025年夏季轉會窗 | 2025年夏季轉會窗 | 2025年夏季轉會窗 | 2025年夏季轉會窗 | 2025年夏季轉會窗 | 2025年夏季轉會窗 | 2025年夏季轉會窗 | 2025年夏季轉會窗 |
| ---------------- | ---------------- | ---------------- | ---------------- | ---------------- | ---------------- | ---------------- | ---------------- |
| 51               | 加拿大           | （Ismaël Koné）  | 中場             | 23               | 2024             | 薩斯索羅         | 25/26球季        |

### 離隊球員
1. 『*』為先租出一季或半季後售出。

| 編號             | 國籍                 | 球員名字                      | 位置             | 出生日期         | 加盟年份         | 加盟球會         | 转会费           |
| 2025年夏季轉會窗 | 2025年夏季轉會窗     | 2025年夏季轉會窗              | 2025年夏季轉會窗 | 2025年夏季轉會窗 | 2025年夏季轉會窗 | 2025年夏季轉會窗 | 2025年夏季轉會窗 |
| ---------------- | -------------------- | ----------------------------- | ---------------- | ---------------- | ---------------- | ---------------- | ---------------- |
| 4                | 法國                 | （Samuel Gigot）              | 中后卫           | 31               | 2022             | 拉素             | 50萬歐元*        |
| 4                | 義大利               | （Luiz Felipe）               | 中後衛           | 28               | 2025             | 華歷簡奴         | 自由轉會         |
| 16               | 西班牙               | （Pau López）                 | 門將             | 30               | 2022             | 托卢卡           | 480萬歐元*       |
| 22               | 阿尔及利亚           | （Ismaël Bennacer）           | 防守中場         | 27               | 2025             | AC米兰           | 租借歸還         |
| 31               | 喀麦隆               | 西蒙·（Simon Ngapandouetnbu） | 門將             | 22               | 2019             | 蒙彼利埃         | 自由轉會         |
| 44               | 巴西                 | （Luis Henrique）             | 左翼             | 23               | 2020             | 国际米兰         | 2,300萬歐元      |
| 77               | 波斯尼亚和黑塞哥维那 | 阿马尔·德迪奇（Amar Dedić）   | 右後衛           | 22               | 2025             | 薩爾斯堡紅牛     | 10萬欧元         |

## 著名球員
只記錄聯賽及歐洲賽出場數多於50
- （Enzo Francescoli）
- （Andreas Köpke）
- （Marius Trésor）
- （Manuel Amoros）
- （Jean Tigana）
- （Jairzinho）
- （Alain Giresse）
- （Tony Cascarino）
- 斯各布拉爾（Josip Skoblar）
- （Marcel Desailly）
- 博利（Basile Boli）
- （Jocelyn Angloma）
- （Didier Deschamps）
- （Paulo Futre）
- （Jean-Pierre Papin）
- （Eric Cantona）
- （Rudi Völler）
- （Alen Boksic）
- （Franck Ribery）
- 奥尔梅塔（Pascal Olmeta）
- 弗尔斯特（Karl-Heinz Förster）
- （Jordan Letchkov）
- （Fabrizio Ravanelli）
- （Chris Waddle）
- 阿贝迪·贝利（Abedi Pelé）
- (Djibril Cisse)
- （Robert Pires）
- （Frank Leboeuf）
- （Laurent Blanc）
- （Bruno N'Gotty）
- （Christophe Dugarry）
- （Claude Makélélé）
- （William Gallas）
- （Didier Drogba）
- （Gunnar Andersson）
- （Samir Nasri）

## 資料來源
1. ↑  .   [2022-10-09]. （原始内容存档于2022-10-09）.
2. ↑  .   [2015-10-27]. （原始内容存档于2019-08-22）.
3. ↑  .   [2021-01-31]. （原始内容存档于2021-02-03）.
4. ↑  .   [2019-07-02]. （原始内容存档于2020-11-07）.

## 外部連結
- http://www.om.net （页面存档备份，存于）
- http://www.omforum.com （页面存档备份，存于）
- （法文）Olympique de Marseille
- http://omvista.xooit.com （页面存档备份，存于）